# U 161 (Kriegsmarine)

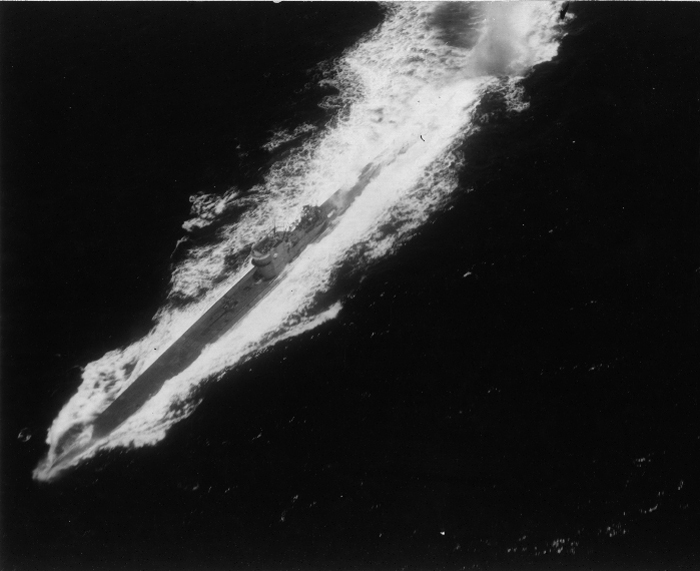
U 161

De U 161 was een Duitse U-boot van de IXC-klasse van de Kriegsmarine tijdens de Tweede Wereldoorlog. De U 161 stond onder bevel van kapitein-luitenant-ter-zee Albrecht Achilles.

## Geschiedenis
Kapitein-luitenant-ter-zee Achilles voer met zijn U 161 in maart 1942, de haven van Port of Spain in Trinidad binnen en die van Castries in Saint Lucia, waar hij een paar voor anker liggende vrachtschepen tot zinken bracht. Op de U-boottorenflank van de U 161 stonden aan beide zijden de gehelmde afbeelding van de legendarische Griekse mythologische figuur Achilles.
Voor deze actie kreeg hij het Ridderkruis uitgereikt.

## Ondergang
De U 161 werd tot zinken gebracht op 27 september 1943 in het zuiden van de Atlantische Oceaan nabij Bahia, Brazilië, in positie 12° 30′ 0″ ZB, 35° 35′ 0″ WL door dieptebommen van een US marinevliegtuig (USN VP-74/P-2). Hierbij kwamen alle 53 Duitse matrozen om het leven waaronder hun commandant Albrecht Achilles.

## Commandanten
- 8 Jul, 1941 - 30 Nov, 1941: Kptlt. Hans-Ludwig Witt (Ridderkruis)
- 1 Dec, 1941 - 31 Dec, 1941: Kptlt. Hans-Ludwig Witt (Ridderkruis)
- 1 Jan, 1942 - 27 Sep, 1943: Kptlt. Albrecht Achilles (+) (Ridderkruis)